# Espiga (basquetebolista)
Flávio Aurélio dos Santos Soares (Rio de Janeiro, 13 de dezembro de 1972) é um jogador de basquete brasileiro.